# Air Slovakia

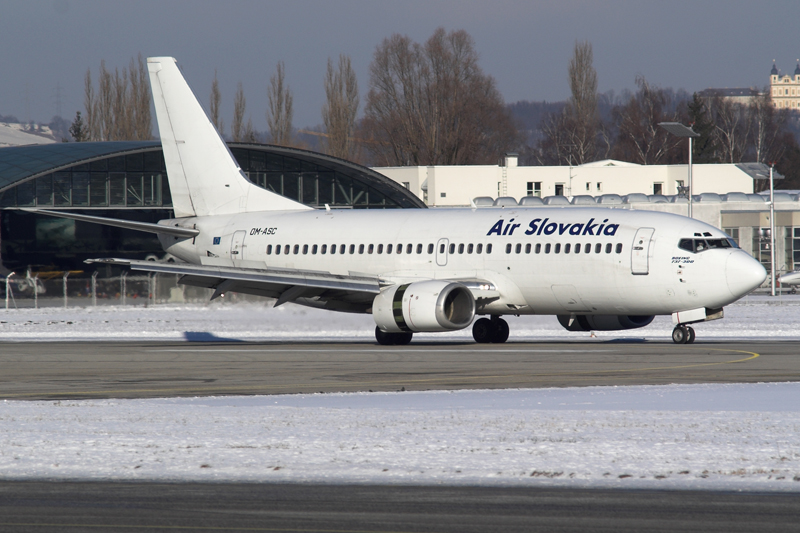
Um Boeing 737-300 da Air Slovakia pousando em 2008

Air Slovakia era uma companhia aérea com sede em Bratislava, Eslováquia, operando no Aeroporto MR Štefánik. A companhia aérea ofereceu voos regulares e fretados de passageiros, bem como leasing de aeronaves (ACMI).

## História

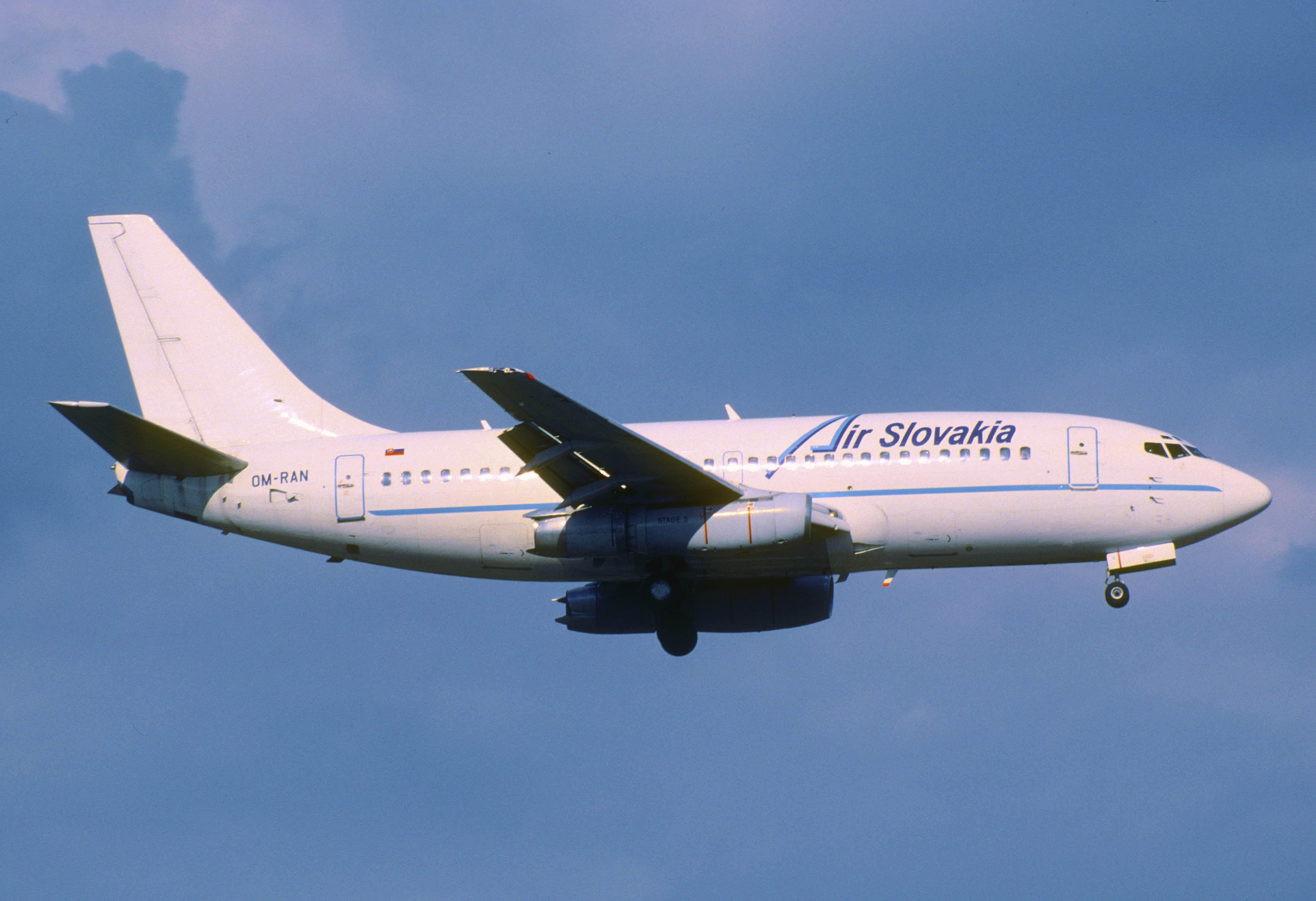
Um Boeing 737-200 da Air Slovakia em 2005

A companhia aérea foi fundada em 2 de junho de 1993 como Air Terrex, com seu primeiro voo comercial (de Bratislava para Tel Aviv) ocorrendo em janeiro de 1994. O novo nome Air Slovakia foi adotado em 1995, após o reposicionamento da companhia aérea após a dissolução da Tchecoslováquia.
Em outubro de 2006, a companhia aérea foi vendida pelo empresário indiano Ninder Singh Chohan e comprada pelo empresário indiano Harjinder Singh Sidhu, que pretendia direcionar a companhia aérea para seu país natal, lançando vários novos destinos.
Em 2 de março de 2010, a Air Slovakia teve seu COA removido pelas autoridades eslovacas com efeito imediato, o que levou à dissolução da companhia aérea em junho de 2010.

## Frota

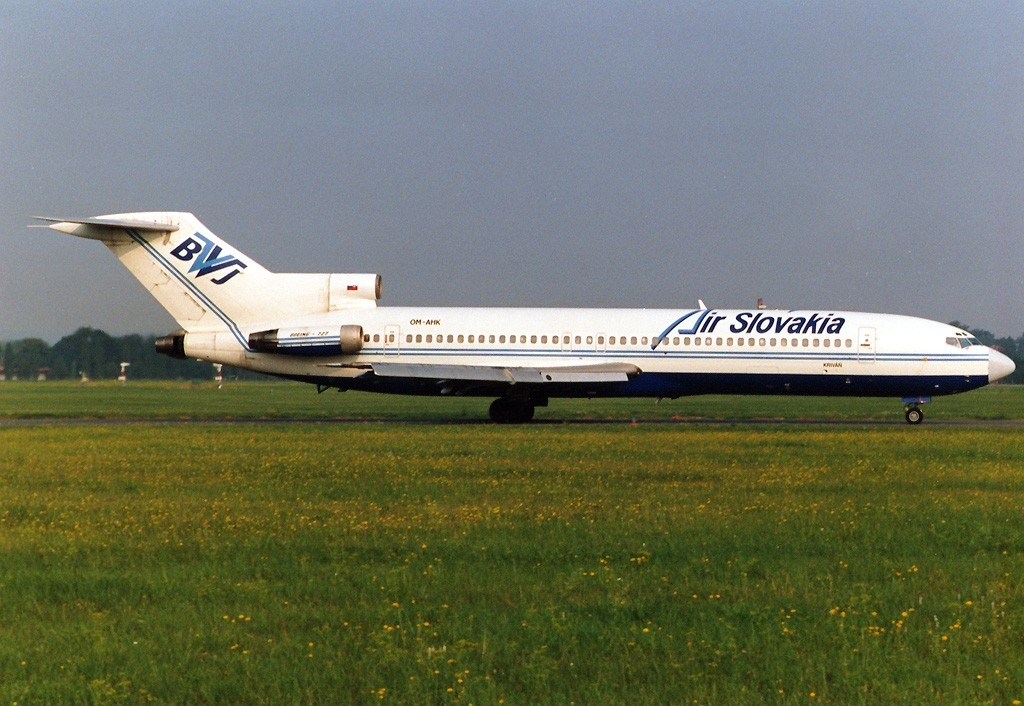
Um Boeing 727-200 da Air Slovakia taxiando no Aeroporto de Ruzyně, em Praga, na República Tcheca em 1997

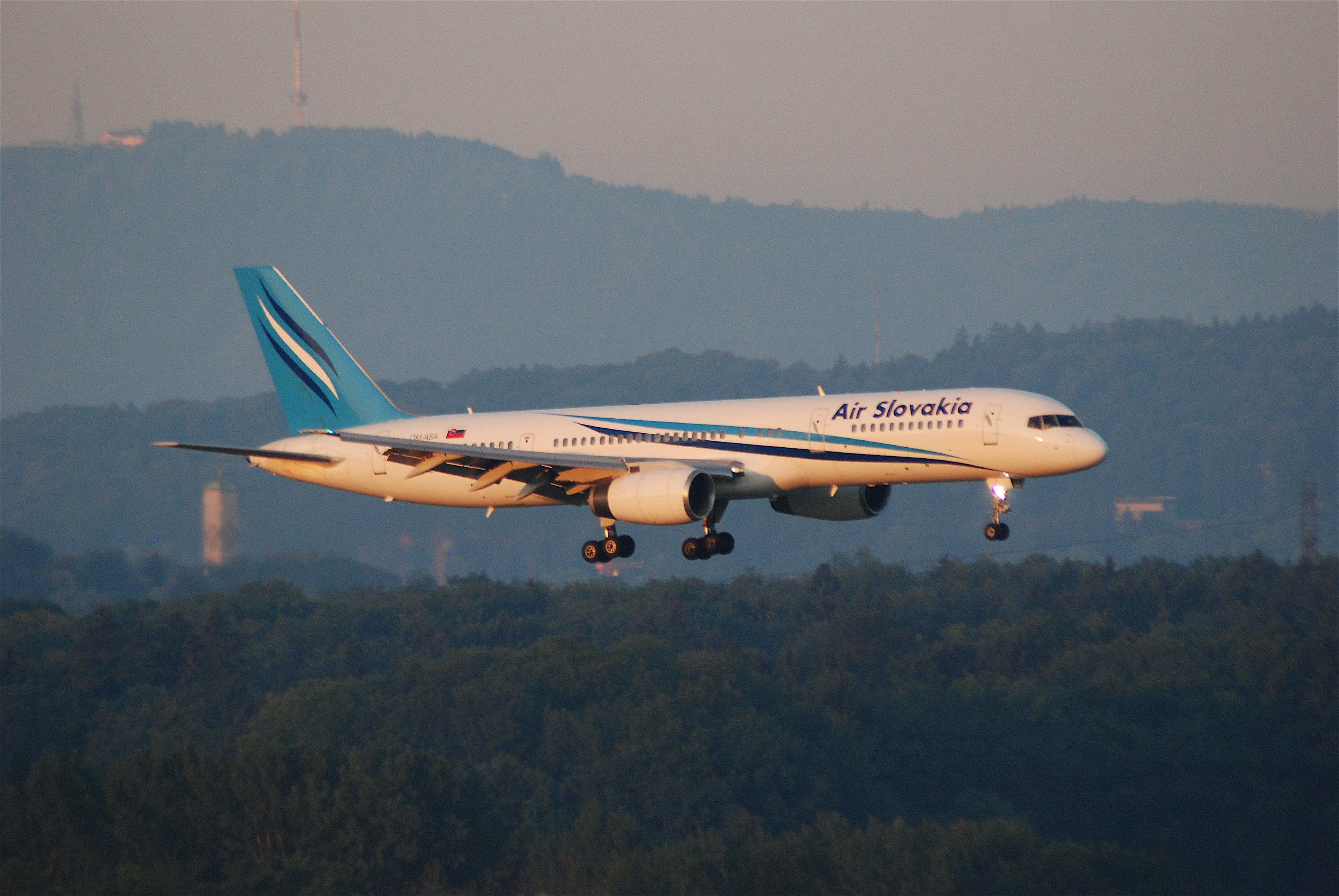
Um Boeing 757 da Air Slovakia pousando no Aeroporto de Zurique, na Suíça em 2007

Após o fechamento, a frota da Air Slovakia consistia nas seguintes aeronaves, equipadas com assentos na classe econômica:
| Aeronaves      | Quantidade | Passageiros | Notas |
| -------------- | ---------- | ----------- | ----- |
| Boeing 737-200 | 1          | TBA         |       |
| Boeing 737-300 | 4          | 136-148     |       |
| Boeing 757-200 | 1          | 229         |       |